# Mail.com
Mail.com是互联网公司 1&1 Mail & Media Inc. 旗下的一个门户网站和基于网络的电子邮件服务提供商，总部位于美国宾夕法尼亚州费城。1&1 Mail & Media Inc. 是聯合互聯網公司的子公司，聯合互聯網公司是一家位于德国蒙塔鲍尔的上市互联网服务公司。
Mail.com 提供免费的、广告支持的电子邮件服务以及基于订阅的高级电子邮件和云存储服务。它的服务主要针对私人用户和中小型企业。它还提供新聞文章、博文、浏览器小游戏、在线办公套件、翻译等功能。

## 歷史
最初成立於1995年Mail.com為虛擬郵件服務（企業名稱為GLOBECOMM公司），由Donaldson, Lufkin & Jenrette之銀行投資家杰拉爾德戈爾曼，以及一位來自當時哈佛商學院的學生加里 米爾林共同所創建。
他們花費了大部分戈爾曼的財富並進行註冊以及進行建立一共544網域，後來開始從其他公司購買域名。長達有一段時間，該公司所擁有大約超過1,200個網域，包括world.com、 usa.com、 india.com、 europe.com、 asia.com、 doctor.com、 kosher.com以及lawyer.com 等網域。為了籌錢支付每年的域名之註冊費用，他們從自己的品牌名稱INAME擁有的域名提供域名虛擬電子郵件大眾服務 ，後來開始代表其他業主之託管郵件服務域和網站服務之供應商。1999年，該公司將kosher.com 、 london.com 以及 england.com 以200萬美元售出。
到1999年，該公司曾提出由博智資本基金和梧桐投資風險融資，並更名為mail.com 。於六月進行首次公開募股，1999到2000年支援近1460萬電子郵件帳戶，大多為免費，並保持無利可圖。它賣了mail.com網域和使用者電子郵件服務的Net2Phone，更名為Easylink功能，並改為業務，結合於管理的文件傳輸服務在2001年4月，收購斯威夫特電信，而這又進一步從分離出來的“Easylink”事業部之後AT&T。
2004年汽車賽車人物羅傑·彭斯克的兒子-杰·潘世奇·彭斯克，加入並成為速度服務的首席執行官，具有親和力的營銷和網站服務公司經營為互動數位出版集團，該公司收購了mail.com網域 ；並重新在2007年推出作為一個新的服務。母公司Mail.com Media繼續收購內容網站，如Deadline.com、Movieline以及Boy Genius Report。
2010年9月， 該Mail.com媒體銷往Mail.com到美國網站，這旨在將其整合到GMX郵件。雖然現有的帳戶可以從任何地方訪問，用戶以德語的國家訪問該網站再也無法註冊，並改為邀請使用面向這些市場（ gmx.de ， gmx.at ， gmx.ch ）美國網站之GMX服務。
在2013年9月初，由Mail.com電子郵件發送給madrid.com、london.com以及tokyo.com網址的所有帳戶持有人，說明他們將不再能夠從2013年9月28日發送或接收電子郵件，而Mail.com的電子郵件沒有解釋這種改變的原因。在短短一個星期的電子郵件被發送出去之前， Mail.com仍然接受來自london.com用戶應用到訂閱Mail.com之優質的服務，即使該賬戶將在短期內停止付款。
2014年1月，Mail.com仍收這些網域不再活躍的用戶。

## 功能
Mail.com 的电子邮件服务包括65 GB 的电子邮件存储空间、100 多个网域的选择和免费 2GB 云存储等功能。

### 電子郵件
Mail.com具有65 GB 的儲存且免费用户可以发送包含最高50MB 的附件的电子邮件。除了選擇在註冊時的网域，用戶最多可以創建10个別名。用戶可以配置他們mail.com帳戶，以收发電子郵件。 

### 網域
用戶可以從超過100個網域為使用者的個人電子郵件網址，包括地域、職業、信仰以及利益，例如選擇London.com （目前停止注册）、 Europe.com、 Consultant.com、 Accountant.com、 Muslim.com、 Brew-meister.com 或 Catlover.com 等。

### 儲存空間
Mail.com為用戶提供65 GB 儲存空間的電子郵件，以及免费2 GB的線上文件儲存。

### 界面
由美國的網站收購Mail.com後，用戶界面已經得到改進，取而代之的是一個界面可允許預覽、閱讀和在單獨的電子郵件，集合成的標籤文字。它也支援拖放式操作以及訪問上下文項目單並可用右鍵點擊項目，使其成為類似於桌面電子郵件客戶端。此外，用戶可以通過各種著色主題定制自己的收件箱的外觀。

### 邮件整理器
邮件整理器是一项允许用户合并来自不同提供商的电子邮件帐户的功能。使用 Mail.com 作为主帐户，所有其他电子邮件地址都可以导入到 Mail.com 帐户中。邮件整理器然后自动将所有收到的电子邮件转发到主邮箱。 

### 组织者
组织者集成在每个 Mail.com 帐户中，让用户可以安排任务和事件，并向他们发送自动日程提醒以及每日日程概览。它与桌面管理器应用程序类似，用户可以设置提醒、通过电子邮件发送活动邀请、与他人共享日历以及在 *.ics 和 *.csv 格式之间导入和导出数据。

### 在线办公
在线办公是Microsoft Office的免费替代品。它包含文档编辑器、演示文稿制作器和电子表格创建器，无需安装任何软件即可使用。

### 移动客户端
Mail.com提供Android和iOS的應用程序。

### 不活跃用户
Mail.com 会关闭并删除已闲置超过 6 个月的免费帐户且无法恢复已删除的免费电子邮件帐户及其包含的数据。

## 客戶服務問題
Mail.com已經收到許多使用者的抱怨，主因是計費服務 。該公司還獲得了一個F評比BBB由於“帳單/徵收問題”。

## 外部連結
- 官方網站 （页面存档备份，存于）（英文）